# Cyphomyiactia costai
Cyphomyiactia costai là một loài ruồi trong họ Asilidae. Cyphomyiactia costai được Artigas & Papavero miêu tả năm 1991. Loài này phân bố ở vùng Tân nhiệt đới.